# Roda de Gotemburgo
A Roda de Gotemburgo, atualmente chamada Roda de Liseberg (Lisebergshjulet em sueco) é uma atração turística em Gotemburgo, na Suécia.
A "Göteborgshjulet" foi inaugurada em 22 de maio de 2010, sendo inicialmente colocada na proximidade da Ópera de Gotemburgo e do centro comercial Nordstan. Em 17 de abril de 2012, foi mudada para o parque recreativo de Liseberg, passando a chamar-se "Lisebergshjulet" - a Roda de Liseberg.
Uma volta leva cerca de 15 minutos.
Esta roda-gigante tem 60 metros de diâmetro e pesa 245 toneladas. Dispõe de 42 gôndolas com lugar para 336 passageiros, podendo transportar 900 passageiros por hora.

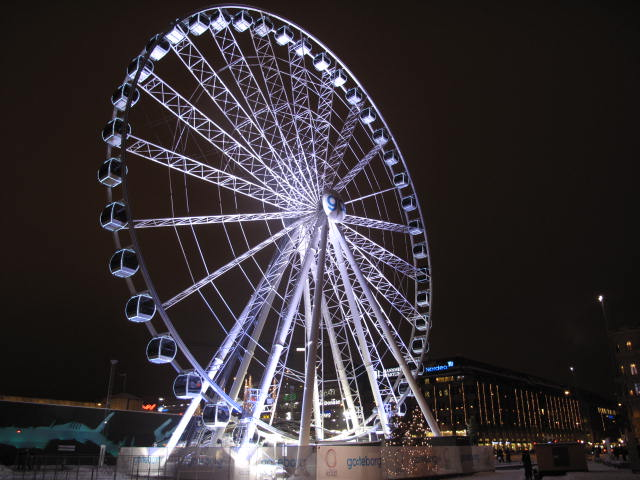
A Roda de Gotemburgo, à noite
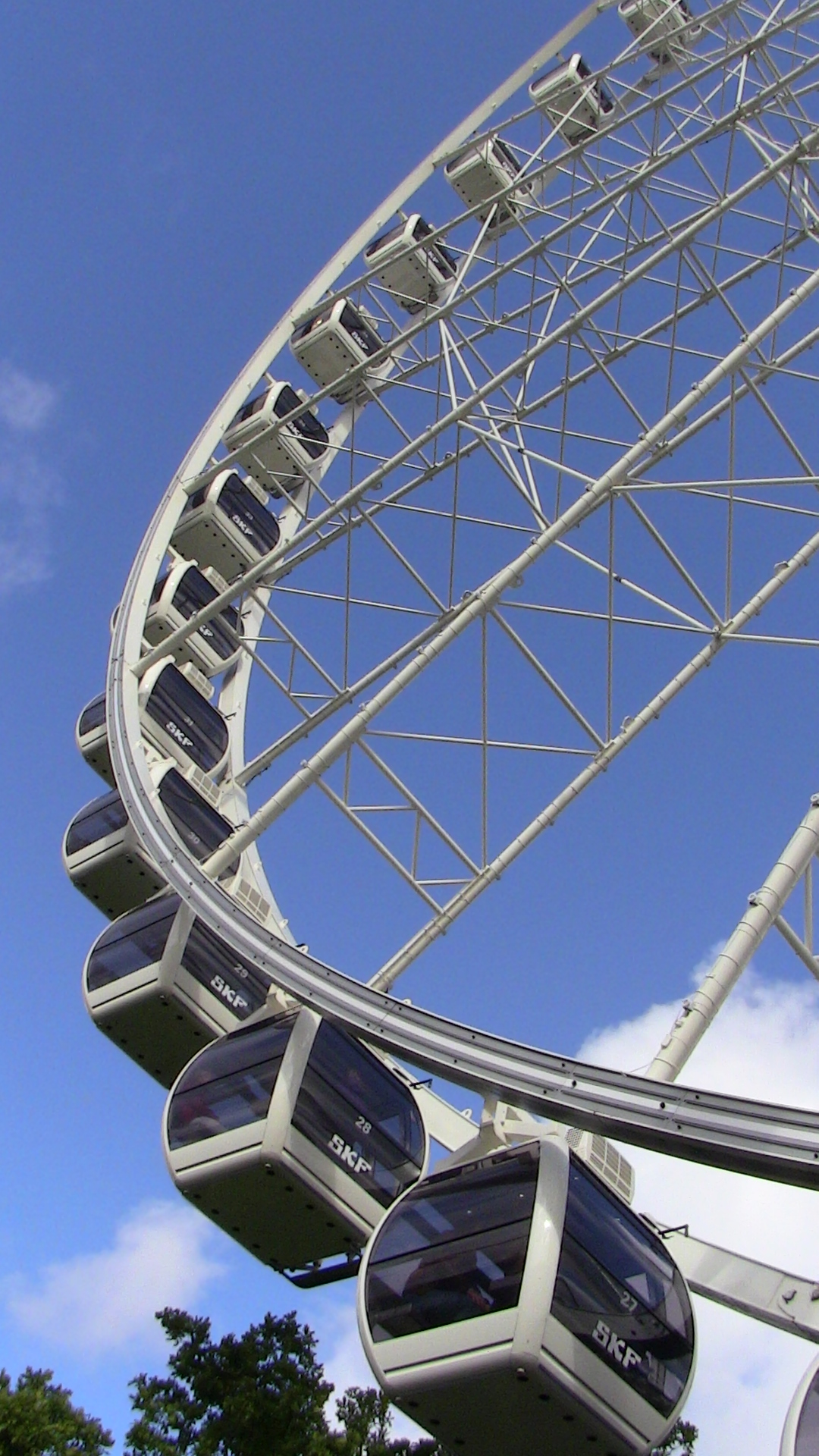
As gôndolas